# 夢の涯てまでも (PERSONZの曲)
『夢の涯てまでも』（ゆめのはてまでも）は、日本のロックバンド、PERSONZの16枚目のシングルである。

## タイアップ
テレビ東京系アニメ『爆走兄弟レッツ&ゴー!!』の4代目エンディング・テーマとして起用される。

## 収録曲
1. 夢の涯てまでも
（作詞：JILL / 作曲：渡邉貢）
2. Beauty Is…
（作詞：JILL / 作曲：藤田勉）

## 品番
CDS: TODT-3882